# Blanco y Negro Records
Blanco y Negro (span., schwarz und weiß) ist ein englisches Plattenlabel, das 1983 von Warner Records aufgrund der Initiative von Geoff Travis und Mike Always gegründet wurde. Travis hatte 1978 die Firma Rough Trade Records gegründet und leitete das Label. Zudem arbeitete er dort als A & R-Chef. Mike Always hatte zuvor Erfahrungen bei Cherry Red Records gesammelt.

„Wir gingen zu Warner und verlangten ein Label. Die sagten bloß: "Klar, kein Thema." Als erstes veröffentlichten wir das Everything-But-The-Girl-Album, das sich gleich eine Million Mal verkaufte. Im Jahr darauf stieg Mike aus, und seither leite ich das Label. Der Vorteil des Labels liegt auf der Hand: Geld. So konnte ich mir The Jesus & Mary Chain leisten.“

Das Label wurde in den 1990er Jahren ein Teil von Warner Strategic Marketing, später dann von Rhino Records. Es gibt keine Beziehungen zum spanischen Label Blanco y Negro Music.

## Künstler (Auswahl)
- Bandulu
- Catatonia
- Carl Craig
- Dinosaur Jr.
- The Dream Academy
- Equation (Folk-Supergroup, bestehend aus Kate Rusby, Kathryn Roberts und Cara Dillon)
- Everything but the Girl
- The Jesus and Mary Chain
- James
- David Kitt
- Cerys Matthews
- The Monochrome Set
- Eddi Reader
- Sudden Sway
- The Veils
- Ultramarine

## Quellnachweise
1. ↑  Markus Nägele: Geoff Travis und Rough Trade Records - Die Kunst des Guten Geschmacks (Memento des Originals vom 11. Januar 2010 im Internet Archive)  Info: Der Archivlink wurde automatisch eingesetzt und noch nicht geprüft. Bitte prüfe Original- und Archivlink gemäß Anleitung und entferne dann diesen Hinweis.. In: Intro, Interviews. Gesichtet: 26. September 2009.